# Abacetus aterrimus
Abacetus aterrimus es una especie de escarabajo terrestre de la subfamilia Pterostichinae.  Fue descrita por Peringuey en 1896 y es una especie endémica que se encuentra en Sudáfrica. 